# 貝塞爾學院 (肯塔基州)
貝塞爾學院（英語：Bethel College）位於美國肯塔基州。這所學校成立於1854年。這所學校與浸信會有密切關係。這所學校是一所女子大學，在停校前的前幾年是男女合校。
這所教育機構成立擁有兩個校區的貝塞爾女子高中，一個校區在拉塞尔维尔（Russellville），另一個校區在霍普金斯维尔（Hopkinsville）。拉塞尔维尔校區於1858年改名為貝塞爾四年制女性學院；貝塞爾四年制女性學院於1917年再一次更名為貝塞爾女士學院，霍普金斯维尔校區也更名為貝塞爾初級女士學院。於1951年，貝塞爾女士學院開始招收男生且更名為貝塞爾學院，最後於1964年宣布停校。於1966年，貝塞爾初級女士學院也跟著宣布停校。

## 資料來源
- https://web.archive.org/web/20100615045632/http://www2.westminster-mo.edu/wc_users/homepages/staff/brownr/KentuckyCC.htm
- Johnson, E. Polk. . Lewis Publishing Company. 1912: p. 777  [2008-11-10]. （原始内容存档于2013-10-12）.
- Perrin, William Henry. . F.A. Battey Publishing Company. 1884: pp. 255–256.